# Doctor Pedro P. Peña
Doctor Pedro Pablo Peña (más conocido como Pedro P. Peña) es una localidad paraguaya ubicada en el departamento de Boquerón. Se encuentra a 6 km del río Pilcomayo, el cual hace de frontera natural con la localidad de Las Vertientes, Provincia de Salta, Argentina.
A unos 30 km, se encuentra la vecina localidad de Pozo Hondo, por donde pasa la ruta PY 15 "Ruta Bioceánica", el principal paso fronterizo con Argentina de la zona.

## Toponimia
La localidad toma su nombre de Pedro Pablo Peña (1864-1943), médico, diplomático y presidente provisional de la República del Paraguay entre el 28 de febrero y el 22 de marzo de 1912. Quien fue uno de los primeros en advertir al gobierno paraguayo sobre el avance boliviano en el territorio del Chaco Boreal.

## Historia

### Primeros años y guerra del Chaco
Desde 1905 Bolivia empezó a ocupar silenciosamente el Chaco Boreal, que en ese entonces estaba en disputa con Paraguay, creando pequeños fuertes militares conocidos como "fortines". Fue en ese año que los bolivianos fundaron el Fortín Guachalla, actual Pedro P. Peña.
Entre 1932 y 1935 estalló la guerra del Chaco y a pocos kilómetros de la zona se libraron batallas importantes como la batalla de Cañada Strongest y la batalla de El Carmen, tras las cuales los paraguayos capturaron todos los fortines bolivianos de la zona.
En 1938 se firmó el Tratado de paz, amistad y límites entre Bolivia y Paraguay, donde el Fortín Guachalla quedó definitivamente dentro del territorio paraguayo y fue renombrado como Fortín Pedro Pablo Peña.

### Poblamiento civil
En la década de 1970, se realizaron los primeros planes para el asentamiento de población civil en la zona, ya que hasta entonces los únicos pobladores eran militares, misioneros y nativos.
Desde 1973 fue un punto muy importante del Chaco Paraguayo, ya que fue la capital del Departamento de Boquerón durante ese periodo hasta 1992. También se sabe que era uno de lugares favoritos del dictador Alfredo Stroessner que le gustaba visitar este pueblo cada vez que podía para pescar, cazar y disfrutar de la tranquilidad y los atardeceres de la zona.
Desde el año 1992, Pedro P. Peña forma parte y depende administrativamente del municipio de Mariscal Estigarribia, ubicado a unos 250 km de distancia.

### Inundación y destrucción del antiguo centro urbano

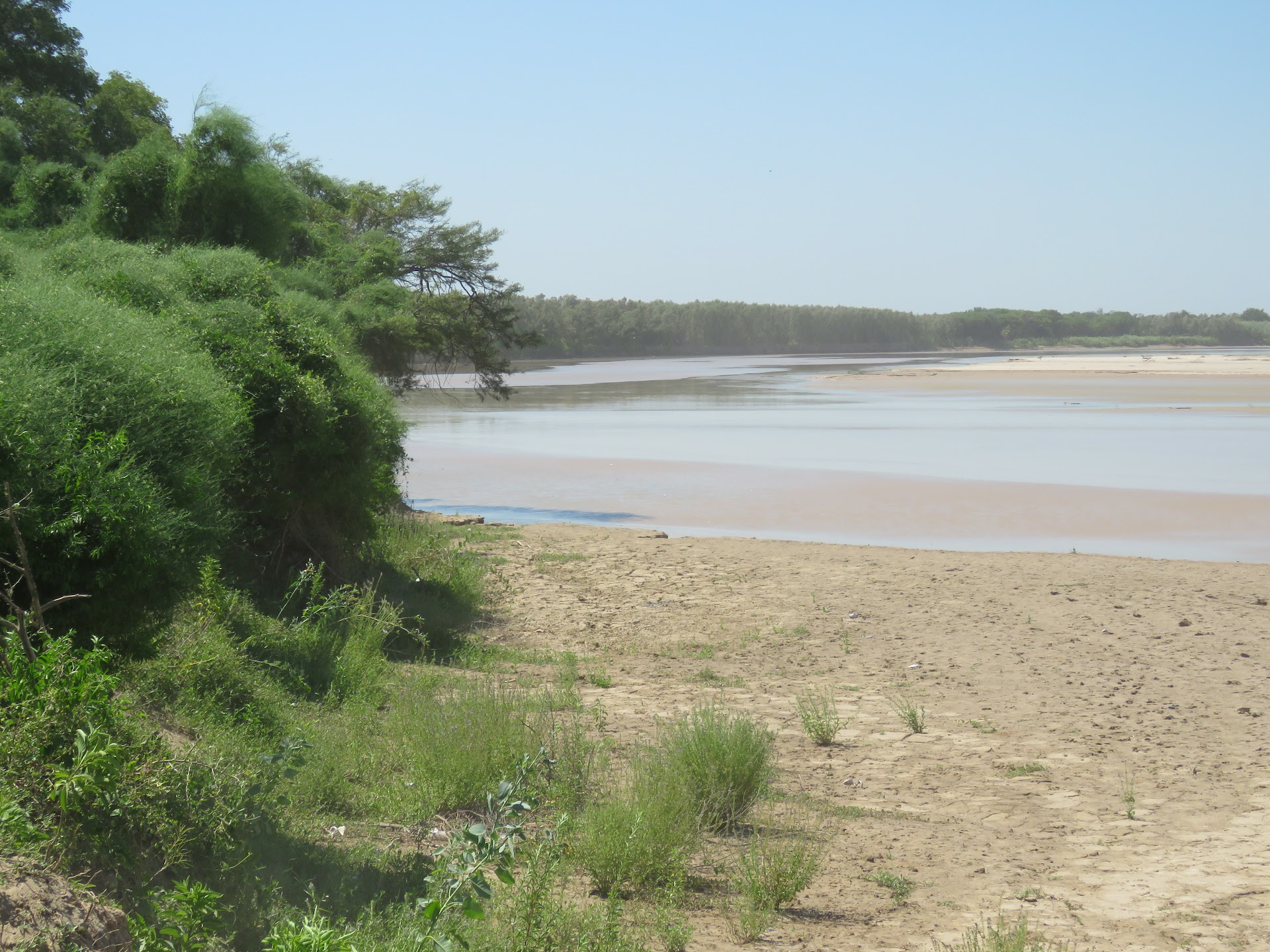
Río Pilcomayo a su paso por Pedro P. Peña

Anteriormente el centro urbano de Pedro P. Peña estaba ubicado a orillas del río Pilcomayo y contaba con un pequeño muro de contención de tierra en mal estado que ya venía desmoronándose desde hace años, por lo que en el 2008 pasó lo peor, hubo una gran crecida del río que inundó y arrasó por completo con el pueblo, quedando la mayoría de las casas a 2 metros bajo agua en ese momento, por lo que el lugar tuvo que ser abandonado definitivamente por sus pobladores, que se mudaron a 6 km de distancia en la Comunidad San Agustín, su actual ubicación desde entonces.

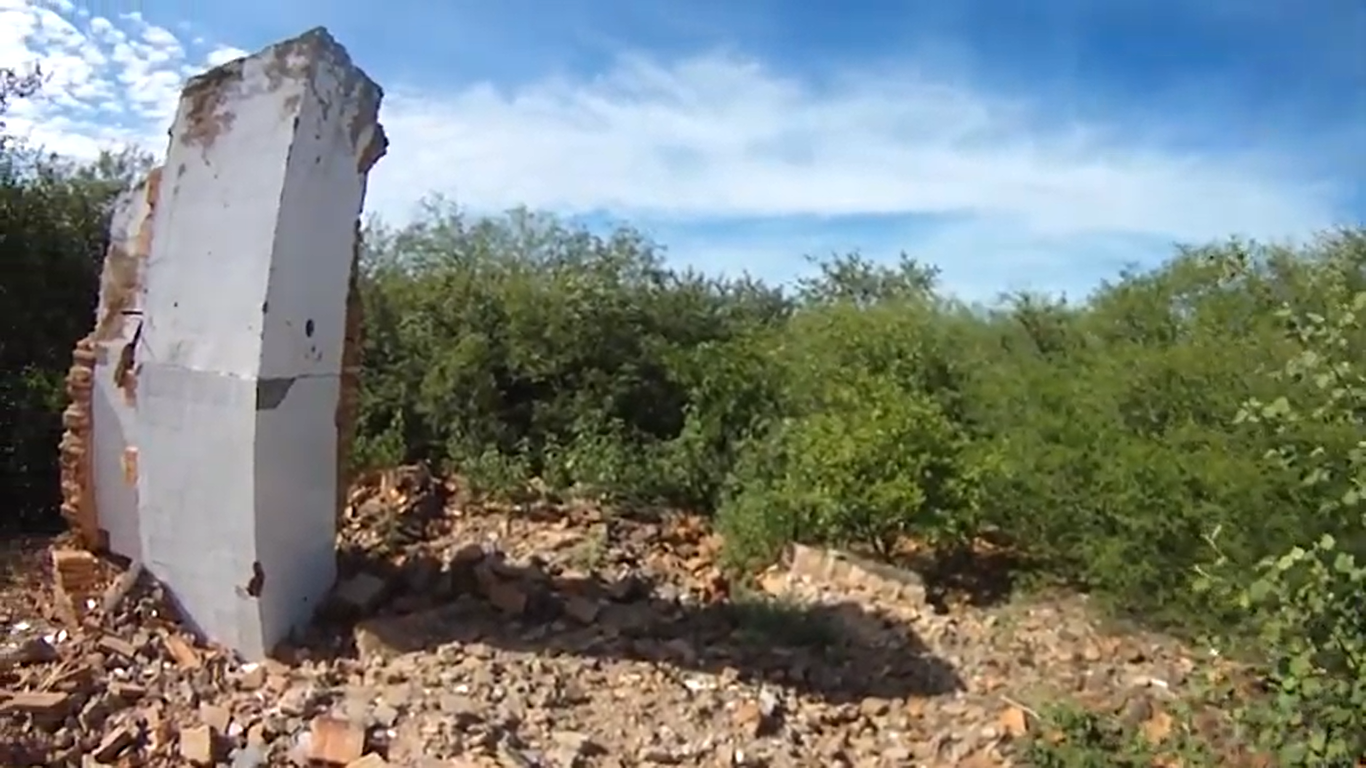
Ruinas del antiguo centro urbano.

Actualmente su antiguo centro urbano es considerado un pueblo fantasma del cual solo quedan algunas ruinas que están siendo devoradas por el bosque y la vegetación de la zona, siendo un sitio peligroso para visitar debido al riesgo de derrumbe de las construcciones y por la presencia de animales salvajes como serpientes venenosas en la zona.

### Actualidad
Desde entonces la localidad ha tratado de salir adelante, pero debido a su remota ubicación el siempre crecimiento ha sido lento y estancado. Con el asfaltado de la ruta PY15 que pasará cerca de la comunidad a fines del año 2025 se espera que la situación mejore.

## Infraestructura
Actualmente el lugar cuenta con una infraestructura bastante deficiente, ya que los caminos son intransitables en época de lluvias, pero se espera que con la construcción de la ruta PY 15 "Ruta Bioceánica" el poblado empiece a crecer y desarrollarse con mayor facilidad.
Por el poblado pasa también la ruta PY 12 "Vicepresidente Sánchez" que actualmente es de tierra en su totalidad y se encuentra en muy malas condiciones, con tramos bastante desconectados entre sí, pero existen planes para su arreglo y asfaltado en el futuro por parte del gobierno paraguayo.

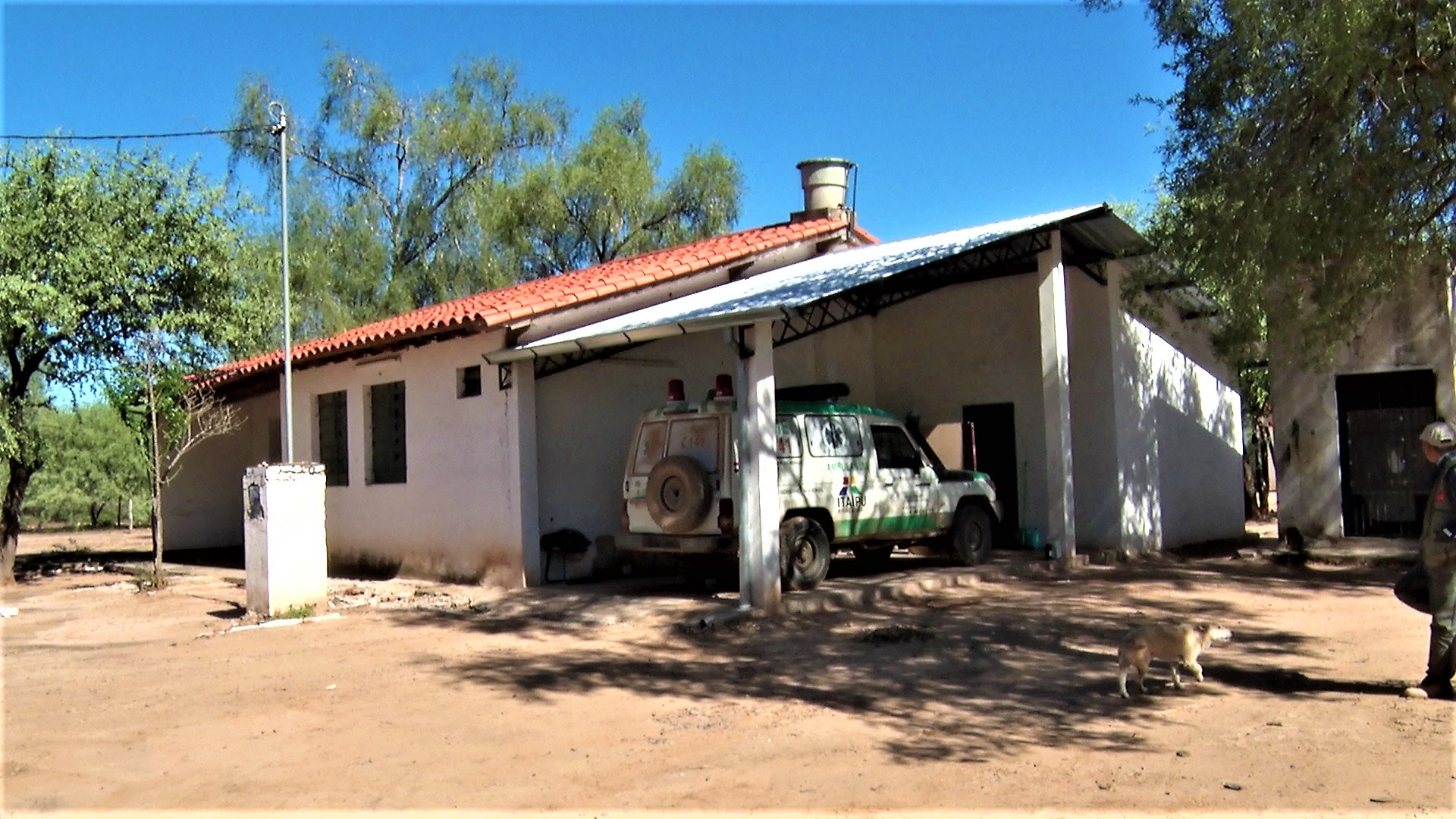
Centro de salud del pueblo

El lugar cuenta con un pequeño puesto de salud y la Unidad de Salud Familiar San Agustín que cuenta con atención gratuita para todos los pobladores y una ambulancia en casos de emergencia. El poblado posee un único centro educativo, el Colegio Nacional Pedro P. Peña, y también en cercanías se encuentra una pista de aterrizaje de tierra de unos 1600 metros para uso civil y militar.

## Clima
Esta zona del Chaco posee un tipo de clima del tipo semiárido cálido, uno de los más extremos y hostiles del territorio paraguayo, destacándose por sus altas temperaturas que llegan hasta los 46 grados a la sombra en verano y temperaturas en invierno de hasta -7 grados bajo cero. Esto también se debe a distintos factores como su cercanía al Trópico de Capricornio, las condiciones del suelo, la poca vegetación y la deforestación descontrolada. Por lo que las condiciones de vida para los habitantes son bastante difíciles. 